# Lei de Esterilização da Virgínia de 1924

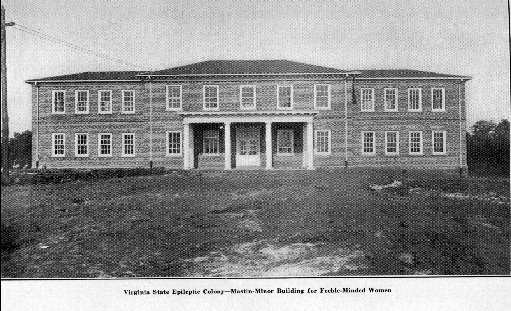
Inaugurado em 1910 como a Colônia Epiléptica do Estado da Virgínia.

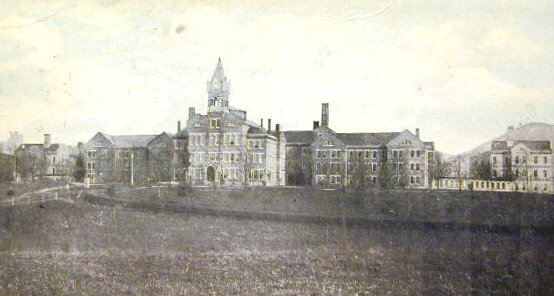
Asilo lunático do sudoeste em Marion, Virgínia. Renomeou o Southwestern State Hospital e, finalmente, renomeou o Southwestern Virginia Mental Health Institute. Criada em 17 de maio de 1887.

A Lei de Esterilização da Virgínia de 1924 influenciou bastante o desenvolvimento da eugenia no século XX. O ato foi baseado em legislação modelo escrita por Harry H. Laughlin e contestada pela decisão da Suprema Corte de Buck v. Bell. O Supremo Tribunal confirmou a lei; consequentemente, provar que era constitucional e torná-lo modelo de lei para leis de esterilização em outros estados. O juiz Holmes escreveu que um paciente pode ser esterilizado "ao cumprir as disposições muito cuidadosas pelas quais o ato protege os pacientes de possíveis abusos". Entre 1924 e 1979, a Virgínia esterilizou mais de 7.000 indivíduos. O ato nunca foi declarado inconstitucional; no entanto, em 2001, a Assembléia Geral da Virgínia aprovou uma resolução conjunta pedindo desculpas pelo uso indevido de "um verniz respeitável e 'científico' para cobrir as atividades daqueles que tinham opiniões claramente racistas". Em 2015, a Assembléia concordou em compensar indivíduos esterilizados nos termos da lei.

## Contexto histórico

### Lei de Esterilização Eugênica. Modelo de Laughlin
Durante o início do século XX, Harry H. Laughlin, diretor do Eugenics Record Office em Cold Spring Harbor, Nova Iorque, ficou preocupado com o fato de os estados não estarem aplicando suas leis de eugenia. Em 1922, ele publicou seu livro, Esterilização Eugênica nos Estados Unidos, que incluía uma "MODELO DE LEI DE ESTERILIZAÇÃO EUGÊNICA" no capítulo XV.
Em 1924, 15 estados haviam promulgado legislação semelhante; no entanto, diferentemente da Virgínia, muitos ou a maioria ou todos esses estados falharam em aplicar rigidamente suas leis que exigiam qualidades específicas em todas as pessoas que procuravam se casar. A esterilização forçada, no entanto, era muito mais comum. Em 1956, vinte e quatro estados tinham leis que previam a esterilização involuntária em seus livros. Esses estados relataram coletivamente ter esterilizado à força 59 mil pessoas nos 50 anos anteriores.
Virginia implementou a "Lei Modelo de Esterilização Eugênica" de Laughlin, com poucas modificações, dois anos após sua publicação.

## Texto da Lei de 1924
Em caso de emergência existente, este ato deve ser executado a partir da sua passagem.

Cap. 394. - Um ACT para prever a esterilização sexual dos reclusos de instituições estatais em certos casos. [S B 281].

Aprovado 20 de Março de 1924.
Onde, tanto a saúde do paciente individual como o bem-estar da sociedade podem ser promovidos em certos casos pela esterilização de defectivos mentais sob cuidadosa salvaguarda e pela autoridade competente e conscienciosa, e

Onde tal esterilização pode ser efectuada em homens através da operação de vasectomia e em mulheres através da operação de salpingectomia, podendo ambas as operações ser efectuadas sem dor grave ou perigo substancial para a vida do doente, e

Onde, a Commonwealth tem em custódia e apoia, em várias instituições estatais, muitas pessoas com deficiência que, se fossem dispensadas ou libertadas em liberdade condicional, se tornariam provavelmente uma ameaça para a sociedade, mas que, se incapazes de procriar, poderiam ser dispensadas ou libertadas em liberdade condicional de forma adequada e segura e tornar-se auto-suficientes com benefícios tanto para si próprias como para a sociedade, e

Onde a experiência humana tem demonstrado que a hereditariedade desempenha um papel importante na transmissão de sanidade, idiotice, imbecilidade, epilepsia e crime, agora

1. Seja decretado pela assembleia geral da Virgínia, que sempre que o superintendente do Western State Hospital, ou do Eastern State Hospital, ou do Southwestern State Hospital, ou do Central State Hospital, ou da State Colony for Epileptics and Feeble-Minded, é de opinião que é do interesse dos doentes e da sociedade que qualquer recluso da instituição sob os seus cuidados seja sexualmente esterilizado, sendo esse superintendente autorizado a realizar, ou mandar realizar por alguns médicos ou cirurgiões capazes, a operação de esterilização em qualquer doente confinado nessa instituição afligido por formas hereditárias de insanidade recorrente, idiotice, imbecilidade, fraqueza de espírito ou epilepsia; desde que esse superintendente tenha previamente cumprido os requisitos do presente ato.

2. Esse superintendente apresentará previamente à direção especial do seu hospital ou colónia uma petição em que exporá os factos do caso e os fundamentos da sua opinião, verificados pela sua declaração juramentada, tanto quanto seja do seu conhecimento e convicção, e rezará para que a referida direcção possa emitir uma ordem que o obrigue a realizar ou tenha realizado por algum médico competente a ser por ele designado na referida petição ou pela referida direção na sua ordem, mediante a realização, pelo recluso da sua instituição designado na referida petição, da operação de vasectomia, se se tratar de um homem, e de salpingectomia, se se tratar de uma mulher.

Uma cópia da referida petição deve ser notificada ao recluso, juntamente com uma comunicação escrita designando a data e o local na referida instituição, pelo menos trinta dias antes da apresentação da petição ao referido conselho de administração especial, quando e onde este possa ouvir e dar seguimento à mesma.

—Assembleia Geral da Virgínia, 20 de Março de 1924

## Lei de esterilização após 1988
Uma lei, aprovada pela Assembléia Geral da Virgínia em 1988 e alterada em 2013, fornece os requisitos processuais necessários para que um médico esterilize legalmente um paciente capaz de dar consentimento informado e incapaz de dar consentimento informado. Um médico pode realizar um procedimento de esterilização num doente se este for capaz de dar o seu consentimento esclarecido, se o doente consentir no procedimento por escrito e se o médico explicar as consequências do procedimento e dos métodos alternativos de contracepção. Um tribunal pode autorizar um médico a realizar uma esterilização em um adulto ou criança mentalmente incompetente após o cumprimento dos requisitos processuais e o tribunal encontra evidências claras e convincentes de que o paciente é ou é provável que se envolva em atividade sexual; nenhum outro contraceptivo está razoavelmente disponível, a deficiência mental do paciente torna o paciente permanentemente incapaz de cuidar de uma criança, e o procedimento está em conformidade com os padrões médicos.

## Desculpas e compensação

### História legislativa
Em fevereiro de 2001, a Assembléia Geral da Virgínia aprovou uma resolução conjunta, apresentada por Mitchell Van Yahres, expressando pesar pela experiência da Virgínia com a eugenia. Na sessão de 2002, Van Yahres apresentou uma resolução conjunta em homenagem à memória de Carrie Buck. Esta resolução conjunta foi aprovada pela Câmara e pelo Senado em fevereiro de 2002. No mesmo ano, Bob Marshall, apresentou uma resolução conjunta referenciando a resolução de eugenia de 2001 e apelando ao estabelecimento de um subcomitê para estudar questões relacionadas à pesquisa com células-tronco; no entanto, esta resolução não passou no comitê de regras. Em 2013 e 2014, Marshall introduziu a Lei da Justiça para Vítimas de Esterilização para compensar em até US$ 50.000 por pessoa; no entanto, o projeto não passou pelo comitê de apropriações em nenhum ano. Em 2015, Patrick A. Hope reintroduziu a Lei Justiça para Vítimas de Esterilização e, embora a Lei não tenha passado pelo comitê de apropriações, uma emenda foi adicionada à conta do orçamento para compensar até US$ 25.000 por pessoa que foi "esterilizado involuntariamente de acordo com a Lei Eugênica de Esterilização da Virgínia."

### Elegibilidade para compensação
O legislador autorizou uma compensação de até US$ 25.000 por reivindicação para fornecer compensação a indivíduos esterilizados "de acordo com a Lei Eugênica de Esterilização da Virgínia e que estavam vivendo em 1º de fevereiro de 2015". Se a pessoa faleceu em ou após 1º de fevereiro de 2015, uma reivindicação pode ser submetida pelo espólio ou pelo representante pessoal da pessoa que faleceu.

### Recepção pública
Lewis Reynolds, um veterano do Corpo de Fuzileiros Navais dos Estados Unidos esterilizado para epilepsia, disse que ficaria feliz em receber US$ 25.000, mas ele preferiria receber US$ 50.000, o valor concedido no programa de compensação de eugenia da Carolina do Norte. Mark Bold, do CEO - Christian Law Institute, afirmou que o idioma desenvolvido pelo legislador era excessivamente amplo e permitiu que assistentes sociais e comunidades visassem indivíduos à esterilização por razões até triviais.